# Brianna Walle
Brianna Walle (Delray Beach, Florida, 25 d'abril de 1984) és una ciclista estatunidenca, ja retirada, que fou professional entre el 2013 i el 2017. En el seu palmarès destaca la victòria al Tour de Feminin-O cenu Českého Švýcarska del 2014 i el North Star Grand Prix del 2016.

## Palmarès
- 2013
  - Vencedora d'una etapa a la San Dimas Stage Race
- 2014
  - 1a al Tour de Feminin-O cenu Českého Švýcarska i vencedora d'una etapa
- 2015
  - Vencedora d'una etapa a la San Dimas Stage Race
- 2016
  - 1a al North Star Grand Prix i vencedora d'una etapa